# Lapidariul din Turda
Lapidariul din Turda s-a aflat inițial într-un mic parc din centrul orașului Turda (Piața Muzeului), mărginit de Biserica Reformată-Calvină din Turda-Veche, Liceul Teoretic Jósika Miklós (fosta Școală Teodor Murășanu), Muzeul de Istorie și de fostul Palat al Finanțelor. În prezent se află în incinta păzită a Muzeului de Istorie, la suprafață sau în subteran.

## Descriere
Conține o colecție impresionantă de vestigii din perioada romană, găsite în perimetrul Turzii, mai ales în castrul roman Potaissa (sarcofage, lei funerari, statui, coloane, capiteluri etc). În anul 2011 lapidariul a fost reamenajat, fără a putea asigura însă protecția pieselor romane contra vandalismelor. Majoritatea  pieselor romane din lapidariu au fost mutate în anul 2013 în incinta Muzeului de Istorie învecinat, spre a fi ocrotite de distrugeri și vandalisme. Piesele se găsesc fie în interiorul muzeului, fie în lapidariul din curtea acestuia. Acolo au fost restaurate de specialiști și etichetate, corespunzător normelor muzeale.
Busturile de bronz ale lui Traian și Decebal (Ettore Ferrari, 1928), păstrate în lapidariul din Turda între anii 1940-1995, au fost restituite în anul 1995 Muzeului de Istorie din Cluj-Napoca. Au fost aduse de la Cluj la Turda la Cedarea Ardealului în anul 1940, spre a fi ferite de distrugere din partea extremiștilor maghiari.
Piese romane găsite în castrul Potaissa se păstrează și în diferite alte locuri:

- în colecțiile unor muzee (Viena, Budapesta, Cluj, Turda). 

- într-un depozit special amenajat, la castrul roman Potaissa de pe „Dealul Cetății“. 

- în curtea casei parohiale reformat-calvine din strada Dr.Ioan Rațiu nr.44, Turda. 

Piesele romane incastrate în anul 1840 în zidul porții de intrare în curtea casei din str. Avram Iancu nr.3 (părți din baza unui monument funerar) au fost mutate la data de 30 iulie 2014 la Muzeul de Istorie din Turda.

## Galerie de imagini

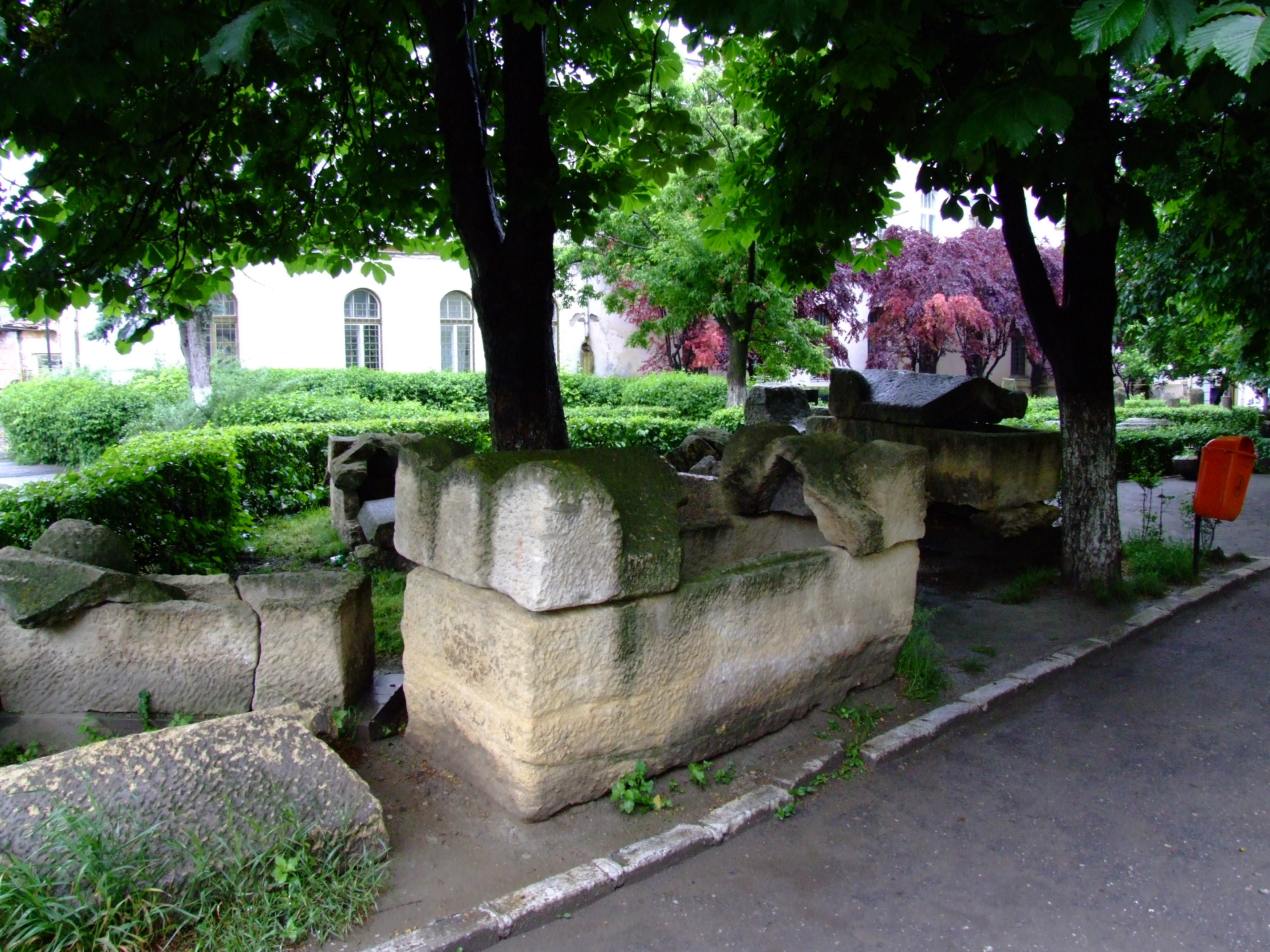
Lapidariul vechi
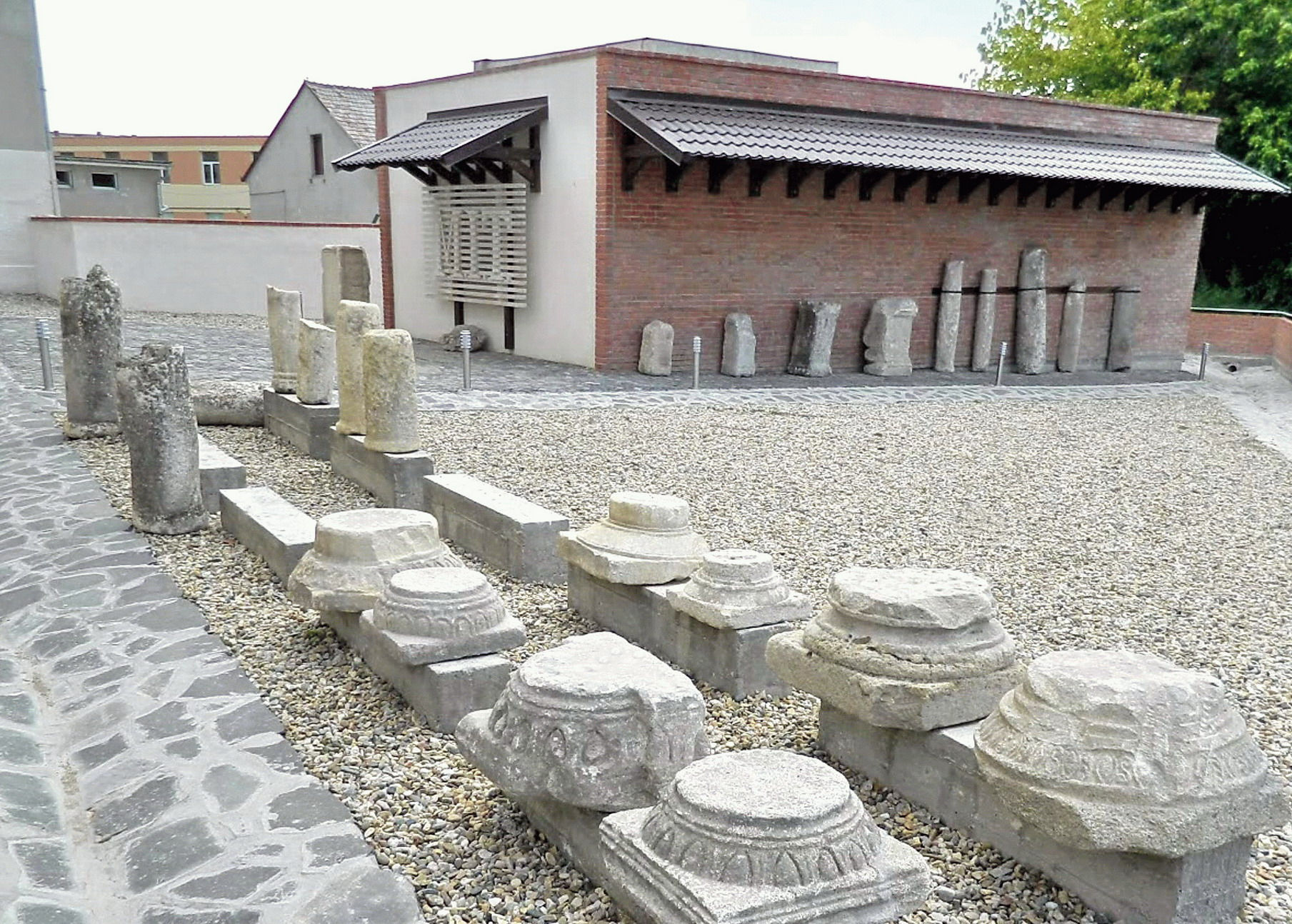
Lapidariul nou din curtea Muzeului de Istorie
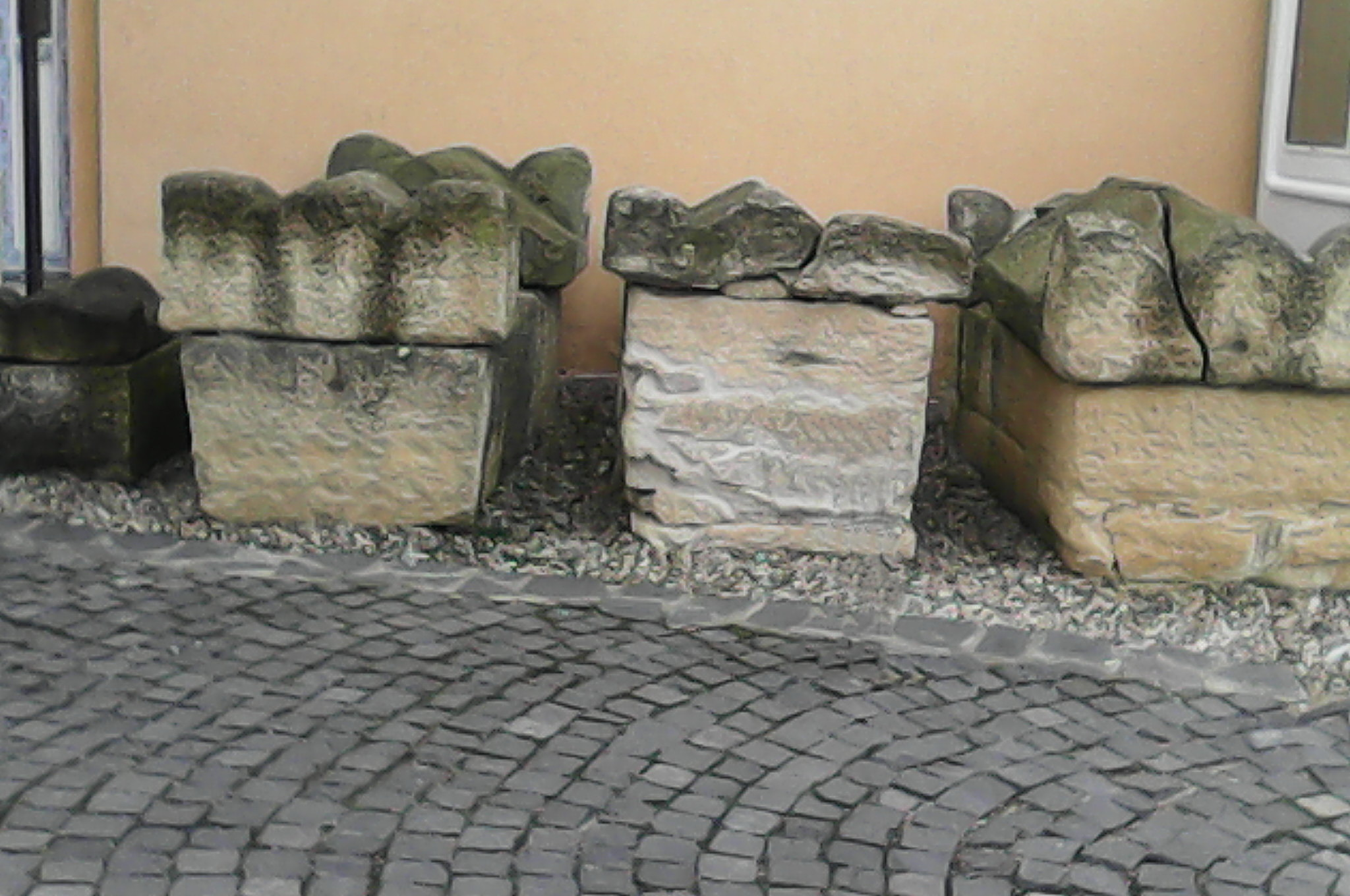
Lapidariul nou din curtea Muzeului de Istorie